# Fondali Monte Portofino
Fondali Monte Portofino este o arie protejată (arie specială de conservare — SAC, sit de importanță comunitară — SCI) din Italia întinsă pe o suprafață de 544 ha, integral marine.

## Localizare
Centrul sitului Fondali Monte Portofino este situat la coordonatele 44°19′02″N 9°08′59″E / 44.317222°N 9.149722°E.

## Înființare
Situl Fondali Monte Portofino a fost declarat sit de importanță comunitară în iunie 1995 pentru a proteja 1 specie de animale. Situl a fost protejat și ca arie specială de conservare în octombrie 2016.

## Biodiversitate
Situată în ecoregiunea mediteraneană, aria protejată conține 4 habitate naturale: Bancuri de nisip acoperite în permanență slab de apă marină, Straturi cu Posidonia (Posidonion oceanicae), Recifuri, Peșteri marine scufundate complet sau parțial.
La baza desemnării sitului se află o specie protejată de  mamifere: delfin mare (Tursiops truncatus)
Pe lângă speciile protejate, pe teritoriul sitului au mai fost identificate 7 specii de nevertebrate, 8 specii de pești.